# Бунт ег-ногу
Бунт ег-ногу, також відомий як Бунт гоголь-моголю — бунт, що відбувся у Військовій академії США у Вест-Пойнті, штат Нью-Йорк, 24-25 грудня 1826 . Він був викликаний п'яною різдвяною вечіркою в північних казармах академії. За два дні до інциденту в академію контрабандою було провезено велику кількість віскі, щоб приготувати гоголь-моголь (відомий у США як ег-ног) для вечірки, що й дало назву бунту.
На момент припинення заворушень у різдвяний ранок у бунті зрештою брало участь понад третина курсантів. Подальше розслідування, проведене офіційними особами академії, призвело до притягнення до відповідальності 70 курсантів та подання військово-польовому суду 20 з них разом з одним рядовим. Серед учасників бунту — хоч він і не постав перед військовим трибуналом — був майбутній президент Конфедеративних Штатів Джефферсон Девіс.

## Передумови

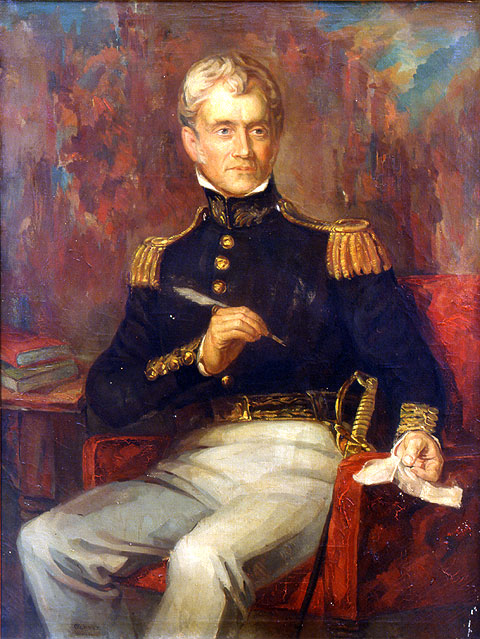
Суперінтендант Військової академії США Сілванус Тейєр. Портрет пензля Роберта Уолтера Віра

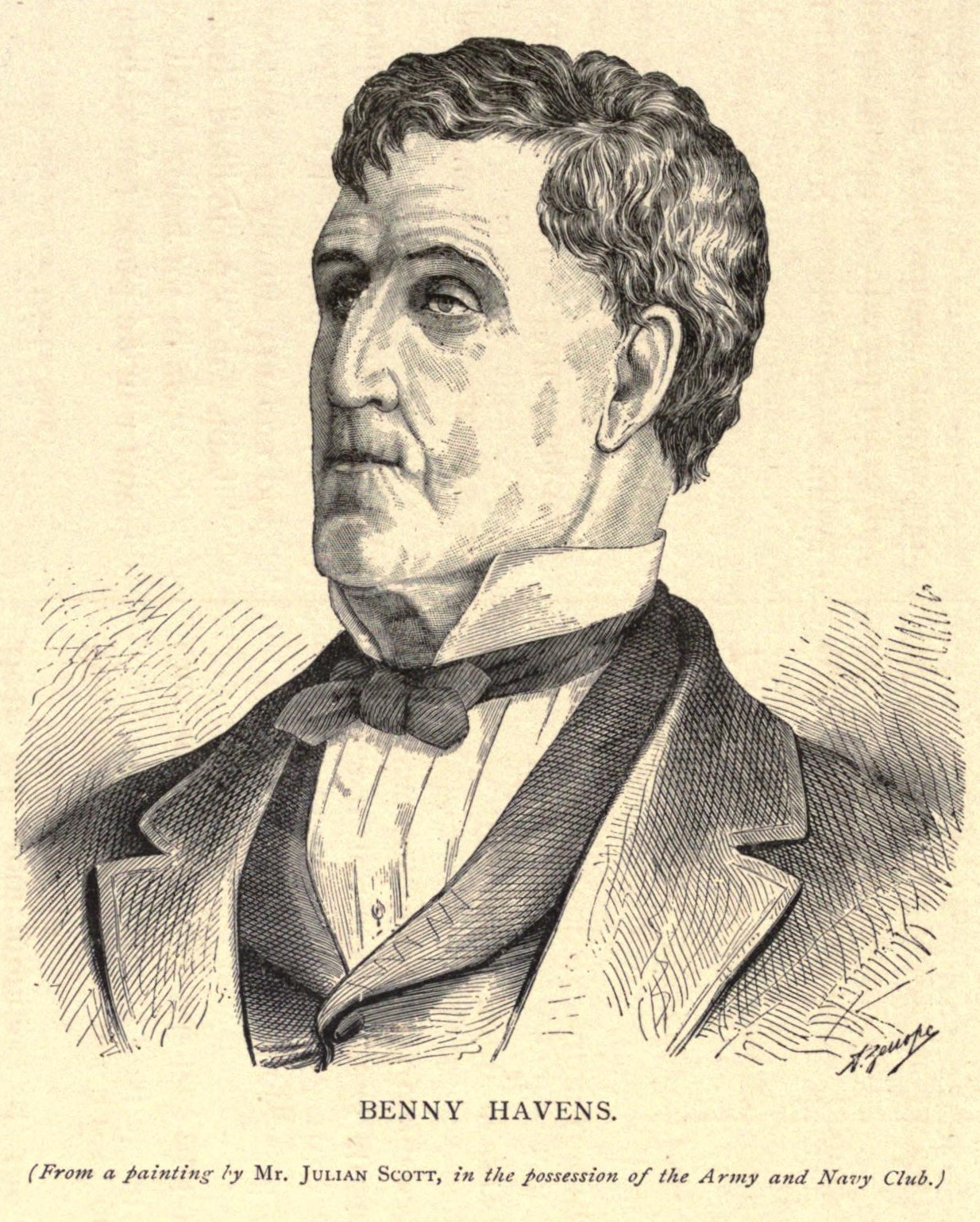
Власник таверни Бенні Хейвенс

Велика кількість невеликих молочних ферм в Америці на початку 19 століття зробило молоко, вершки та гоголь-моголь доступнішими для американської публіки. Джордж Вашингтон пив гоголь-моголь, який містив не лише ром, а й значну кількість хересу, бренді та віскі.
У 1817 році Сілванус Тейєр прийняв командування Військовою академією США. До 1826 року в академії було 36 осіб, які працювали викладачами та співробітниками з чотирма визнаними відділеннями — математики, інженерії, натурфілософії (тепер фізики, хімії та наук про життя) та військової тактики.
Зберігання алкоголю в академії було заборонено, а також пияцтво та сп'яніння, обидва з яких могли призвести до виключення. Вживання тютюну та азартні ігри можуть призвести до штрафів, незначного тюремного ув'язнення або втрати привілеїв. До 1826 виникли побоювання, що пияцтво починає виходити з-під контролю серед 260 кадетів академії. Курсантам повідомили, що через заборону на алкоголь на сайті їхній різдвяний гоголь-моголь буде безалкогольним, що спонукало ухвалити рішення провезти спиртне до академії контрабандою.

## Хронологія подій

### 22 грудня 1826р.

#### 20:50-22:15
У таверні Мартіна кадети Вільям Р. Бернлі (Алабама), Олександр Дж. Центр (Нью-Йорк) та Семюел Олександр Робертс (Алабама) мало не побилися з власниками іншої таверни з приводу повернення віскі у Вест-Пойнт. Пересічний Джеймс Дуган, черговий охоронець, погодився дозволити трьом курсантам переправитися човном через Гудзон, щоб переправити віскі. Кадети планували купити півгаллону віскі (1,89271 л) як алкогольну основу для вечірки з гоголь-моголем, яка відбудеться в північних казармах на дві ночі пізніше. Філіп Сент-Джордж (Віргінія) був 24-годинним черговим курсантом дня. Бернлі, Центр і Робертс успішно отримали два галони віскі (7,57082 л.), Переправивши їх контрабандою в кімнату № 33 північних казарм. Кадет Т. М. Льюїс (Кентуккі) також повернувся з галоном рому (3,78541 л.) з таверни Бенні в кімнату № 5 північних казарм.

### 23 грудня 1826р.

#### 07:00

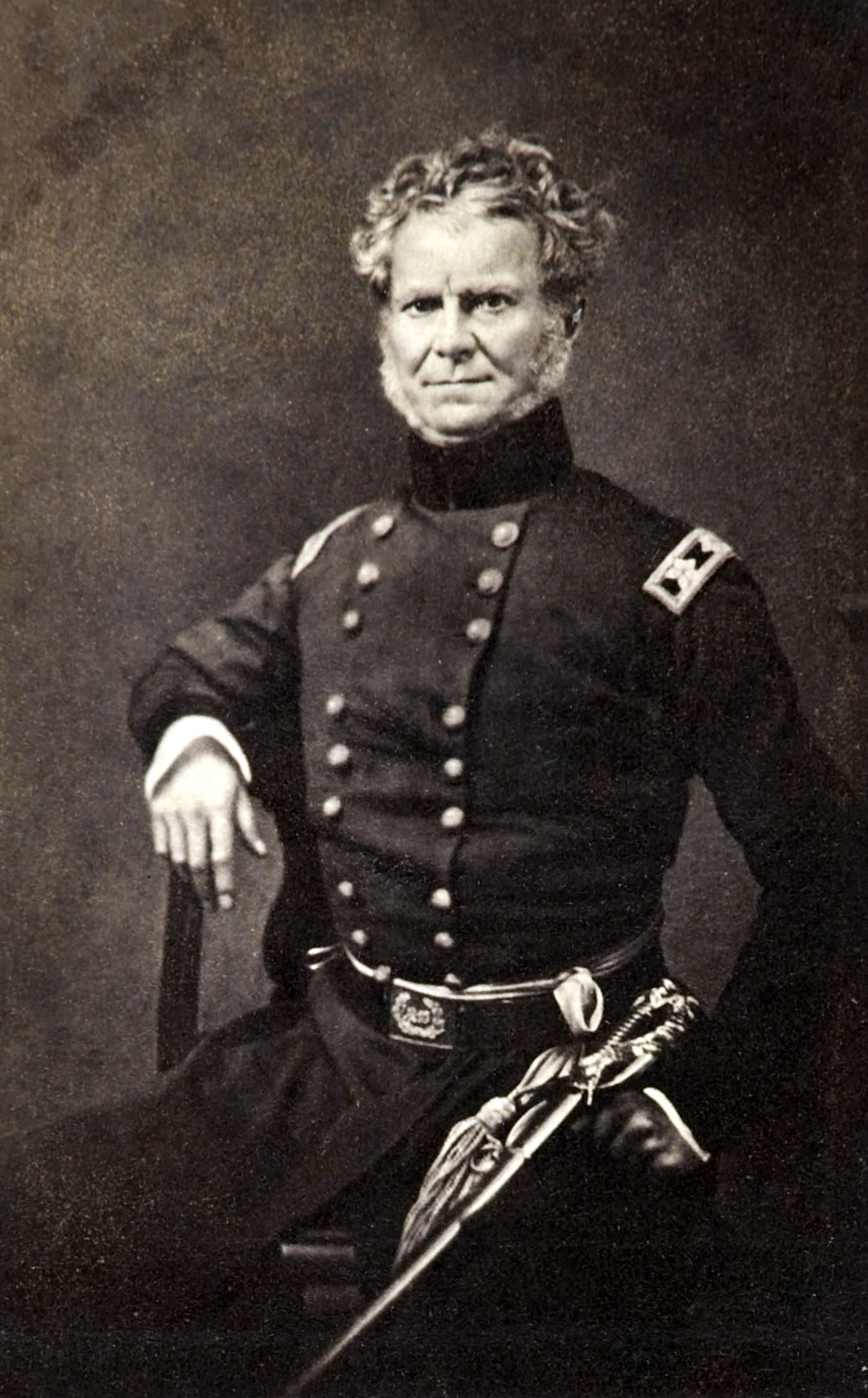
Комендант Військової академії США Вільям Уорт (1820—1828 рр.) між 1845 та 1849 рр.

Тайєр зустрівся з Джорджем Бомфордом (Нью-Йорк) та Робертом Е. Лі (Вірджинія). Тайєр розпитав Бомфорда про його батьківське листування, тоді як Лі розпитав Тайєра про проблеми тригонометрії для артилерійської стрільби. Перевірки класів та казарм у той день тривали у звичайному режимі.

#### 17:45
У резиденції Тайєра відбулася різдвяна вечірка, де подавали вино. Серед присутніх був преподобний Чарльз Макілвейн, капелан академії. Під час вечірки почалася розмова між Тайєром і майором Вільямом Дж. Уортом, комендантом кадетів, про дисциплінарні проблеми Джефферсона Девіса (Міссісіпі). Розвагу було надано групою Вест-Пойнт. Вечірка закінчилася о 21:30.

#### 18:00
Четверо кадетів, Волтер Б. Гайон (Міссісіпі), Девіс, Джон Стокер (Пенсільванія) та Девід Фарреллі (Пенсільванія), зустрілися в таверні Бенні Хейвенса. Більшість розмови була про повсякденне життя курсантів. Вони пішли до того, як прибув квартирмейстер академії Енеас Маккей.
Тим часом у північних казармах кадети планували вечірку. Підготовка включала крадіжку шматочків їжі під час відвідування їдальні. У цей час курсанти, що проживають у південних казармах, дізналися про заплановану різдвяну вечірку в північних казармах.

### 24-25 грудня 1826р.

#### 22:00-04:15

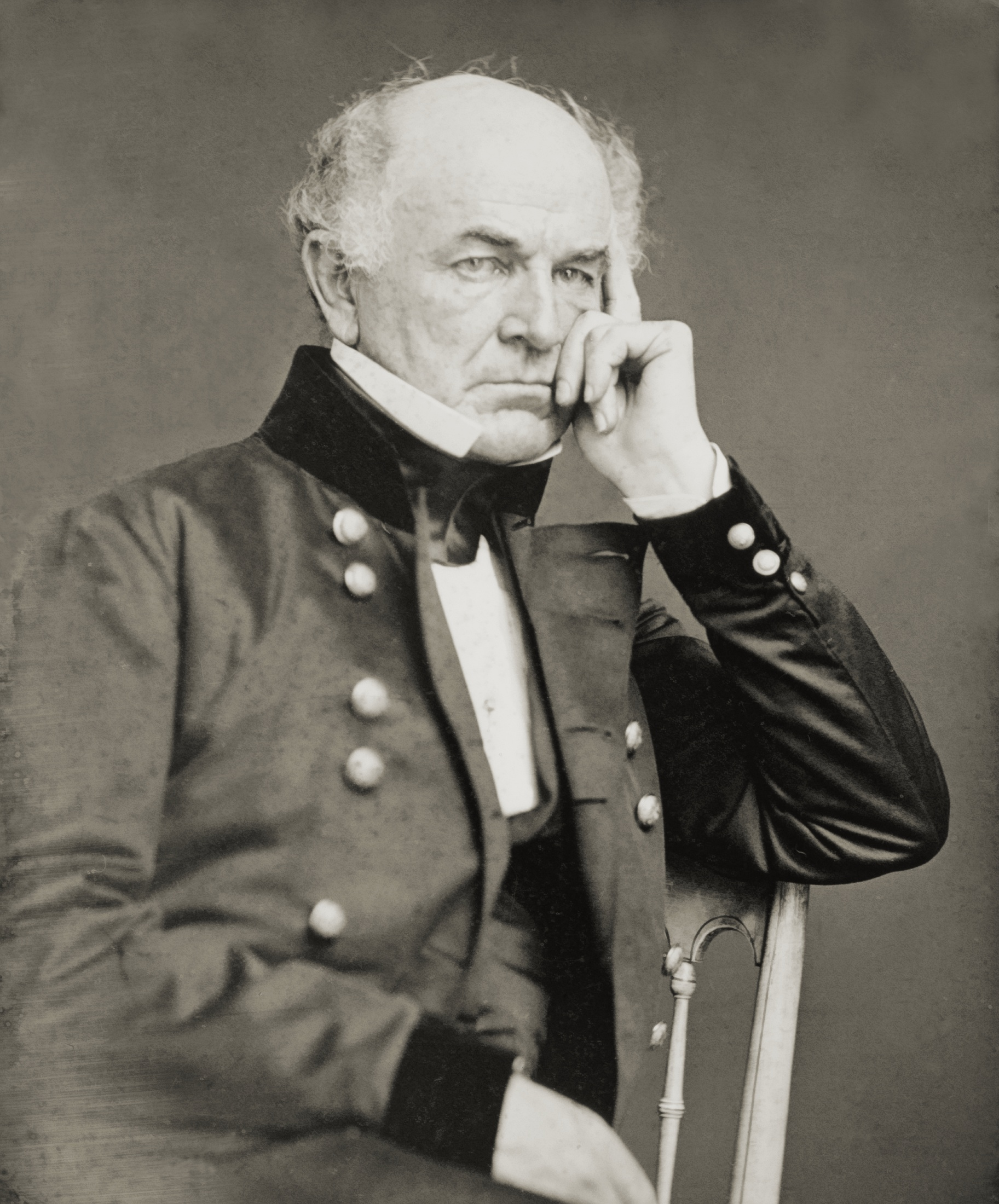
Фото Ітана Аллена Хічкока між 1851 та 1860 роками. Хічкок працював викладачем у Вест-Пойнті під час бунту егг-нога в 1826 році.

Натаніель Ітон (Массачусетс) був кадетом, який відповідає за зовнішній пост Північних казарм. Капітан Ітан Аллен Хічкок, викладач військової тактики, також перебував у північних казармах. Ітон і Хічкок зустрілися і обговорили контрабанду спиртних напоїв у північних казармах.
Вечірка з яєчним гоголем розпочалася серед дев'яти кадетів у кімнаті № 28 Північної казарми. У міру просування вечірки з'являлися численні кадети, тоді як інша вечірка почалася в кімнаті № 5, про яку згадували сім кадетів, включаючи Девіса. Фарреллі знову вирушив до Норта або Хейвенса і повернувся з ще одним галоном віскі рано-різдвяним ранком.
Кадет Чарльз Віппл (територія Мічиган), суперінтендант дивізії під час першої частини інциденту, о 02:00 пішов до кімнати № 5 Північної казарми о 02:00, почувши шум, перервавши спів восьми курсантів, включаючи Девіса. Віппл повернувся до своєї кімнати після словесної суперечки з Девісом та іншими кадетами. Хічкок здійснив ще один обхід казарм о 03:00. Поки розгорталися події, лейтенант Вільям А. Торнтон спав.
До 04:00 голоси поверхом вище за Хічкок були досить гучними, щоб змусити викладача дослідити кімнату № 28, де Хічкок постукав у двері і виявив шістьох кадетів, п'яних від яєчного гоголя, а також двох інших, що сплять на ліжку. . Хічкок наказав двом кадетам повернутися до своїх кімнат. Після того, як вони пішли, Хічкок розбудив двох сплячих кадетів і наказав їм також піти. Потім він зіштовхнувся із кадетом Джеймсом У. М. «Вімс» Беррієн (Джергія), який відповів з такою ж силою. Хічкок прочитав мешканцям кімнати сувору лекцію за зберігання алкоголю у приміщенні. Капітан вийшов із кімнати о 04:15 . Беррієн почав висловлювати свій гнів по відношенню до Хічкока, що спонукало Вільяма округу Колумбія «Біллі» Мердока (округ Колумбія) очолити спробу організувати бунт проти Хічкока .

### 25 грудня 1826р.

#### 04:30–06:05

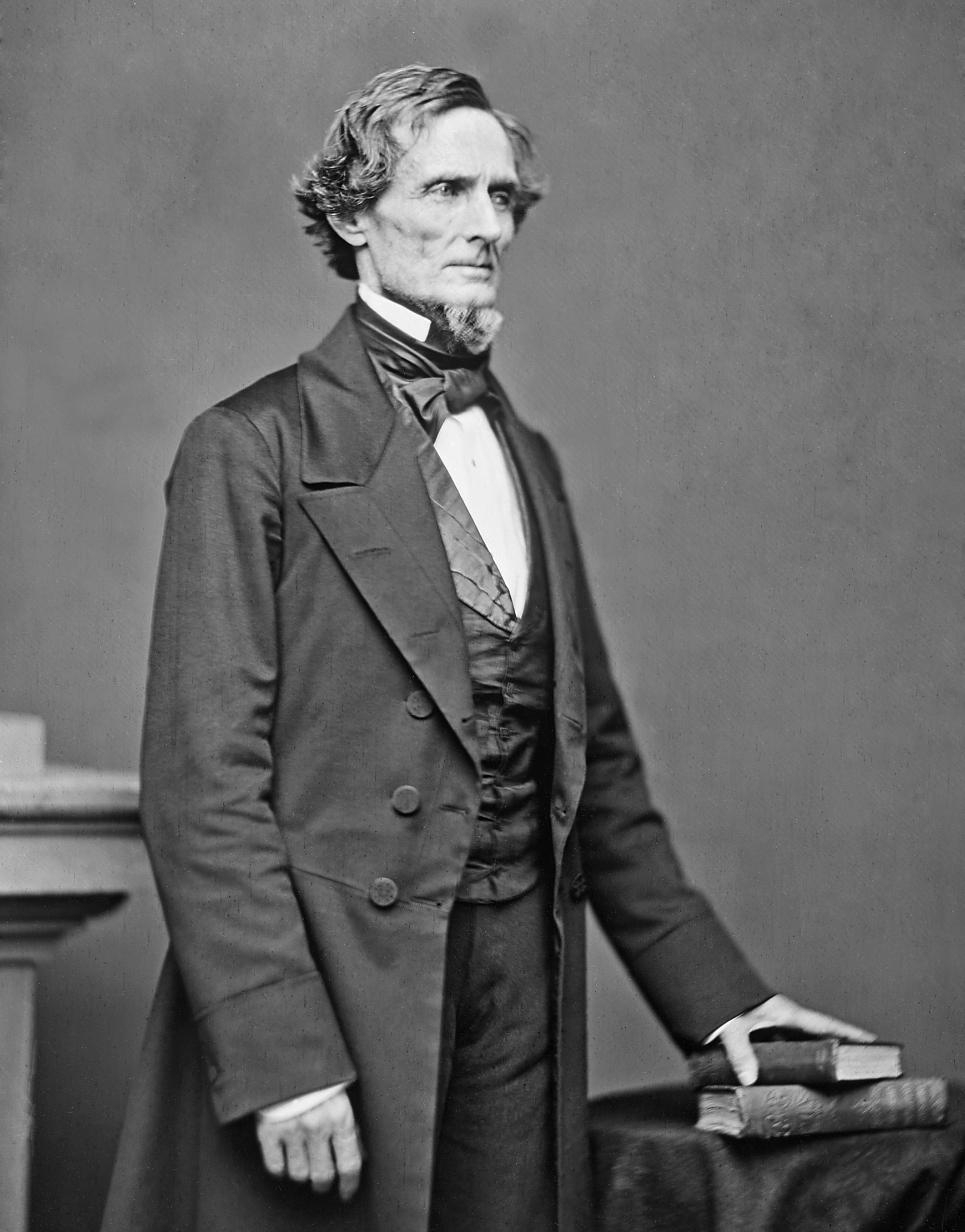
Джефферсон Девіс як президент Конфедеративних Штатів Америки в 1861 році. Девіс був серед сімдесяти кадетів, які взяли участь у бунті гоголь-моголя 24–25 грудня 1826 року.

Хічкок спустився до своєї кімнати, щоб поспати. Тричі він чув стукіт у двері, але там нікого не було. Знайшовши іншого кадета п'яним, Хічкок побачив, як Девіс прямує до кімнати № 5, де влаштовували вечірки тринадцять кадетів. Девіс, побачивши прибуття Хічкока, попередив інших кадетів. Капітан увійшов до кімнати, наказавши одному з кадетів відкрити скриньку іншого кадета, але кадет відмовився. Хічкок наказав більше не хвилюватися, вийшов із кімнати і почав шукати Торнтона близько 04:50.
Тим часом Торнтон прогулювався північними казармами з 21:00 24-го числа до 02:00 Різдва, спостерігаючи за вечірками, що продовжуються, перш ніж лягти спати о 02:00. Його розбудили гучні крики, і коли він вийшов зі своєї кімнати, на нього напали двоє кадетів. Потім Торнтон поставив кадета Вільяма П. М. Фіцджеральда (Нью-Йорк) заарештовано за розмахування зброєю. Фіцджеральд відступив від Торнтона, потім розповів про арешт двом курсантам у кімнаті № 29. [потрібна цитата]
У цей момент з південних казарм пролунав галас, який відвернув Торнтона. Збираючись розслідувати це хвилювання, Торнтон був нокаутований Робертсом, якого раніше того ж вечора Хічкок вигнав із кімнати № 28 .
Девіс спав, але інші кадети вирушили на пошуки Хічкока. Троє інших кадетів були виявлені кадетом Джеймсом Дж. Овертоном (Теннессі), вартовим надання допомоги і не брали участь у партіях, і допитані про їхні дії. Вони у п'яному вигляді пояснили, що їм потрібні барабани та дудка. Близько 05:00 Хічкок виявив ще одного нетверезого кадета, що блукає академією . До цього моменту кілька шибок були розбиті. Хічкок повернувся до кімнати № 8, де він зупинився. Потім кілька кадетів атакували його двері, і Гайон вихопив пістолет і вистрілив у кімнату. Хічкок відчинив двері і крикнув курсантам, щоб вони зупинилися. Потім капітан почав заарештовувати курсантів .
Хічкок наказав Ітон знайти штаб-квартиру Ворта. Овертон попросив Хічкока знайти Тайєра, і Хічкок відповів: «Ні, містере Овертон. Принесіть комендант Ворт сюди». Декілька п'яних кадетів думали, що Хічкок заявив, що бомбардувальники повинні придушити заворушення, використовуючи важку зброю, внаслідок чого кілька неп'яних кадетів взялися за зброю для захисту Північних казарм. Тайєр прокинувся о 5:00 від звуку барабанів. Він наказав своєму помічникові Патріку Мерфі викликати майора Ворта через те, що він чув, що відбувається у північних казармах .
Хічкок продовжив наводити порядок у Північній казармі, вплутавшись у бійку з кадетом Уолтером Оті (Вірджинія) . Торнтон прокинувся на сходах, де його вирубали, і повернувся до своєї кімнати. Хічкок зустрів його у своїй кімнаті о 05:45 . До 06:00 до наведення порядку були залучені інші непитущі курсанти . Основні учасники заворушень намагалися завербувати інших курсантів, але безуспішно .
Овертон не зміг знайти кадета Ітона, який перевіряв Південні казарми, але знайшов майора Ворта. Хічкок зустрів Ворта і розповів йому, що сталося. На той час помічник Тайєра прибув у караульне приміщення північних казарм. Друга артилерійська артилерія прибула в північні казарми на час підйому о 06:05 .

#### 06:05-18:30
О 06:05 пролунала побудка разом зі стріляниною, звуком розбитого скла, ненормативною лексикою курсантів, криками болю та погрозами на адресу академії . Жителі північних казарм, які не були п'яні від яєчного гоголя, були вражені пошкодженим майном . Курсанти у південних казармах добре відпочили, інші курсанти у північних казармах були скуйовджені. Деякі кадети залишилися пити у своїх кімнатах, хоча деякі з'явилися у парадному строю, незважаючи на те, що були п'яні . Ворт зустрівся з суперінтендантом Тайєром після першого формування, щоб обговорити, що сталося у північних казармах напередодні увечері . Тайєр наказав Ворту доставити офіцерів до північних казарм і відновити порядок .
Капітан Маккей, квартирмейстер академії, записав подробиці пошкоджень майна у північних казармах, щоб ремонт міг бути проведений найближчими днями . Багато п'яних кадетів прийшли на перекличку роти о 06:20, хоч і були придушені. Заколот офіційно закінчився, коли кадет капітан Джеймс А. Дж. Бредфорд (Кентуккі) привернув корпус до уваги і після сніданку відпустив їх зі їдальні. Формування каплиці відбулося після сніданку, після чого була двогодинна служба, при цьому більшість п'яних кадетів все ще одужували.
Ворт порадив Тайєру щодо подій у Північних казармах. Капітан Хічкок та лейтенант Торнтон отримали синці, кілька кадетів отримали легкі травми, а Фіцджеральд отримав травму руки. Ворт сказав Тайєру, що в заколоті брало участь від п'ятдесяти до дев'яноста кадетів . Пізніше того ж дня Тайєр зустрівся з Гувернером Кемблом, виробником боєприпасів у Колд-Спрінг, штат Нью-Йорк, щоб обговорити різні питання, у тому числі події у Вест-Пойнті. Кембл запитав Тайєра, що він робитиме з неправомірною поведінкою, на що Тайєр відповів, що не знає .

### 26 грудня 1826р.

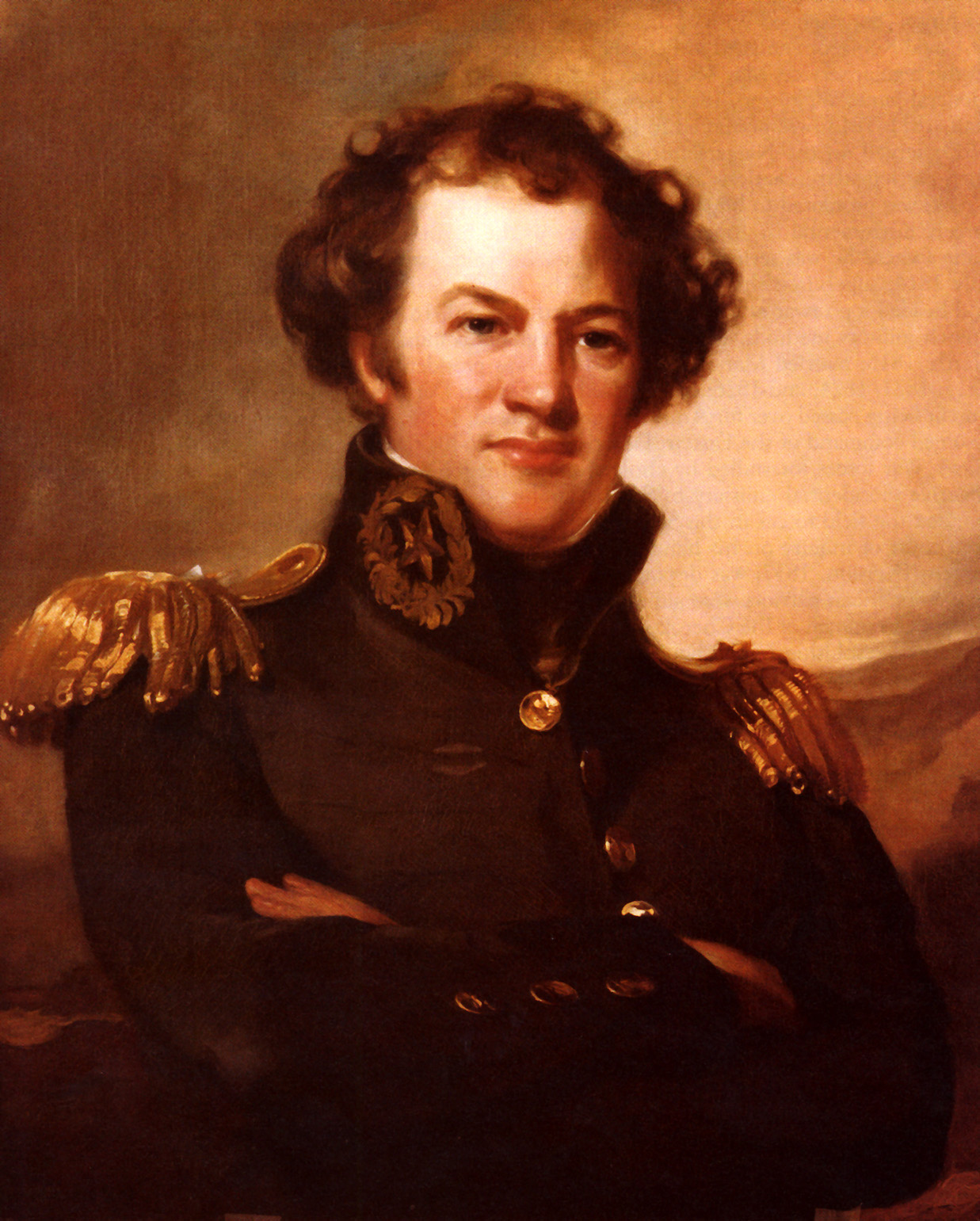
1829 р. портрет Олександра Макомба, інспектора Військової академії США.

Відбулися збори викладачів та співробітників, на яких були присутні всі, окрім капітана Томаса С. Легата з 2-ї артилерійської батареї А та кількох доцентів. Тайєр повідомив їм, що генерал-майор Олександр Макомб, начальник інженерної служби та генерал-інспектор академії, повідомили про заворушення, і що він чекає наказу від Макомба. Суперінтендант також повідомив присутнім, що під час фіналу семестру в січні 1827 року буде проведено розслідування, тому деякі курсанти мають одноразові іспити і розслідування .
Наказ 98 кадетського батальйону прочитали при побудові і вивішений на кількох видних місцях в академії. Двадцять два курсанти були поміщені під домашній арешт до особливого розпорядження; серед них був Девіс, якого Хічкок і Торнтон назвали зловмисником .

### 6 січня 1827р.
Тайєр переглянув Наказ 49 від 30 грудня 1826 року, підписаний начальником інженерів Макомбом, який наказує якнайшвидше зібрати слідчий суд для розслідування різдвяних заворушень. Військове міністерство у Вашингтоні, округ Колумбія, не назвало крайніх термінів, хоча очікувалося, що академія зробить це якнайшвидше. Майор Ворт був головою розслідування, а лейтенант Генрі Х. Гірд виконував обов'язки секретаря (судового репортера), а два інших викладачі та співробітники були обрані Тайєром для виконання судових обов'язків. Якщо розслідування визначило, що необхідні подальші дисциплінарні заходи, Тайєр був уповноважений зрадити військового трибуналу будь-якого кадета чи іншого військового персоналу . Ворт обрав Хічкока та лейтенанта Вільяма Брайанта до суду, незважаючи на участь Хічкока у стримуванні заворушень у Північних казармах .

### 7 січня 1827р.
У розпал академічних іспитів Гірд повідомив кадетів про слідчий суд, який мав розпочатися наступного дня .

### 8-22 січня 1827р.
Допит включав свідчення 167 свідків. Маккей заявив, що завдано збитків на суму 168,83 долара США (приблизно 4430 доларів у 2020 році) . Тайєр показав, що він ніколи не наказував бомбардувальникам Другої артилерії охороняти казарми . Вчена рада рекомендувала звільнити Джеймса У. Гамільтона (на волі) за погану поведінку, а ще п'ять осіб, усі четверокласники (першокурсники чи плебеї), були звільнені через відсутність здібностей у певних академічних дисциплінах чи погану поведінку. Декілька інших курсантів також були звільнені . Остаточний звіт був представлений Тайеру 19 січня 1827 року, який Тайєр і Ворт зустрілися, щоб обговорити після вечері того ж вечора.
Після показань свідків слідство встановило, що до заворушень були причетні сімдесят курсантів. Тайєр відібрав найзлісніших злочинців (тих, хто провіз контрабандою віскі, кадетів, що підбурювали до безладів, та деяких інших) для судового переслідування у військовому трибуналі .

### 24 січня— 8 березня 1827р.

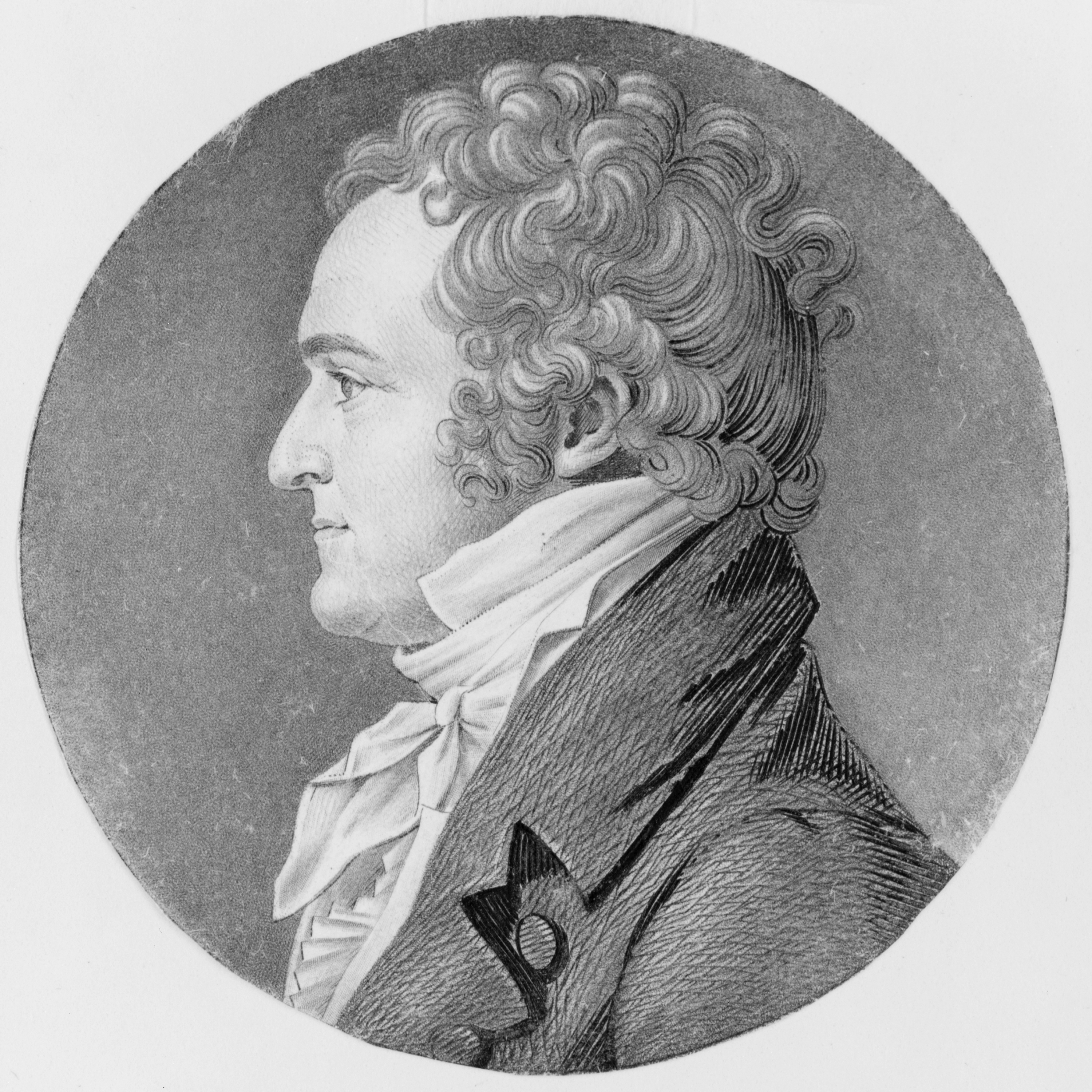
в. Фотографія 1807 року, на якій зображено генерального прокурора США Вільяма Вірта, який у 1819 році заявив, що кадети Вест-Пойнта підлягають військовому праву і суду військового трибуналу.

У 1819 році генеральний прокурор Сполучених Штатів Вільям Вірт висловив думку, що «Корпус». . . є частиною сухопутних військ Сполучених Штатів. . . "і, таким чином, його члени підлягають військовому праву та судовому розгляду. військовий суд. Думку Вірта підтримали військовий міністр США Джон До. Келхун та президент США Джеймс Монро .
Американська військова юстиція дев'ятнадцятого століття була заснована в ході Американської революції . Вироки були розглянуті військовим міністром, Конгресом США та президентом. Загальний суд складався з п'яти-тринадцяти офіцерів, які виконували функції присяжних та магістратів. Обвинувачений був сам собі адвокатом, готував свій захист і міг визнати себе винним за одним або декількома звинуваченнями проти нього, оскаржуючи інші звинувачення .
Випробування проводилися з 08:00 до 15:00 щодня або у світлу пору доби, залежно від того, що було пізніше. Стандартний судовий процес розпочався із зачитування звинувачень, заяви обвинуваченого про визнання вини та вступних слів звинувачення та захисту. Потім почалися свідчення свідків, за якими пішли заключні заяви, дані адвокатами звинувачення та захисту, та рішення присяжних. Якщо вердикт був винний, підсудному засуджували .
Двадцять справ було розділено військовим відомством на три частини для зручності адміністрування . Військові трибунали проводилися поспіль без перерви з 26 січня, при цьому лейтенант Гірд виступав як захисник судді першої інстанції .
У ході судових процесів Девіса було звільнено з-під домашнього арешту разом з двома іншими курсантами . Кадета Хамфріса було заарештовано 27 січня . Гірд залишався адвокатом судді першої інстанції до 8 березня, коли він попросив про звільнення; його замінив лейтенант Вільям Х. До. Бартлетт .

### 9 березня— 3 травня 1827р.
Бартлетт розпочав свої обов'язки 9 березня о 10:00, а судові процеси завершилися 16 березня . Тайєр відправив записи генералу Маккомбу та військовому міністру Джеймсу Барбуру наприкінці березня; Потім Барбур відправив інформацію президенту Джону Квінсі Адамсу . Адамс прочитав висновки та скоригував деякі вердикти для кадетів. Справа була закрита 3 травня .